# Untersturmführer

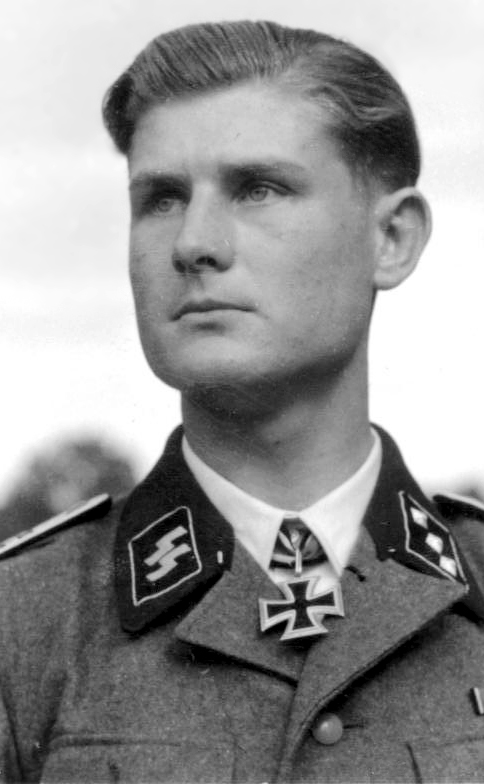
Werner Wolf als SS-Untersturmführer van de Waffen-SS

Untersturmführer was een paramilitaire rang in de Duitse Schutzstaffel (SS), gecreëerd in juli 1934. De rang kende zijn origine in de oudere SA-rang van Sturmführer, welke al bestond sinds de oprichting van de SA in 1921. De rang van Untersturmführer was hoger in rang dan de Hauptscharführer  of de (Sturmscharführer in de Waffen-SS) en lager dan de rang van Obersturmführer.

## Overzicht
Untersturmführer was de eerste aangestelde SS-officiersrang, equivalent van een tweede luitenant in andere militaire organisaties. De insignes bestonden uit een zwart vierkant met drie zilveren ruiten diagonaal gecentreerd, met de epauletten van een leutnant. Omdat in de SS het accent lag op leiderschap van de organisatie, was screening en het ondergaan van een trainingsprogramma vereist. Dit trainingsschema was afwijkend van het standaard promotiesysteem voor de aangeworven rangen..
In de begindagen van de SS was de bevordering tot Untersturmführer eenvoudig: een kwestie van een opleiding en een positie waarin iemand aangetoond had klaar te zijn om een taak op zich te nemen als officier. Untersturmführer was ook incidenteel een benoemde positie, gegeven aan een SS-lid, zodat hij onmiddellijk in de organisatie kon beginnen als officier. Dit was typisch het geval bij de veiligheidsorganisaties, zoals de Gestapo en Sicherheitsdienst (SD).
In 1938 maakte de grootte en logistiek van de SS een vastgelegd systeem om SS-officier te worden noodzakelijk. Dit systeem was verschillend voor de Waffen-SS (militaire SS) en de formaties van de Algemene-SS Allgemeine-SS.

## Algemene-SS officiersaanstelling
Binnen de Allgemeine of 'algemene' SS, was het voor bevordering naar de rang van Untersturmführer vereist dat de kandidaat een geschikte staat van dienst in de lagere (aangeworven) rangen had en de rang van Hauptscharführer bekleedde voordat hij voorgedragen kon worden voor een officiersaanstelling. Degenen die geschikt waren, moesten een aanbeveling van de SS-leiding indienen, gevolgd door een document dat bekendstond als de Lebenslauf. Dit resumé van de carrière van het SS-lid verklaarde waarom het lid vond dat hij voorgedragen moest worden voor een officiersaanstelling en gaf, als bewijs, een lijst in chronologische volgorde van zijn prestaties voorafgaand aan zijn toetreding tot de SS als later binnen de SS.
De staat van dienst werd beoordeeld, gevolgd door een raciaal en politiek antecedentenonderzoek, waarbij de Lebenslauf en alle evaluaties werden doorgelicht door het SS-Personalhauptamt. Indien de potentiële SS-officier geschikt bevonden werd voor bevordering, werd zijn naam doorgegeven aan Heinrich Himmler voor definitieve goedkeuring voor de aanstelling.
Tussen 1934 en 1938 overzag Himmler persoonlijk alle kandidaten voor bevordering naar de rang van Untersturmführer. Echter, gedurende de Tweede Wereldoorlog verhinderde een beperkte personeelsbezetting en logistiek het Himmler de geschiktheid van elke SS-officier te toetsen. Deze taak viel meestal toe aan zijn ondergeschikten.

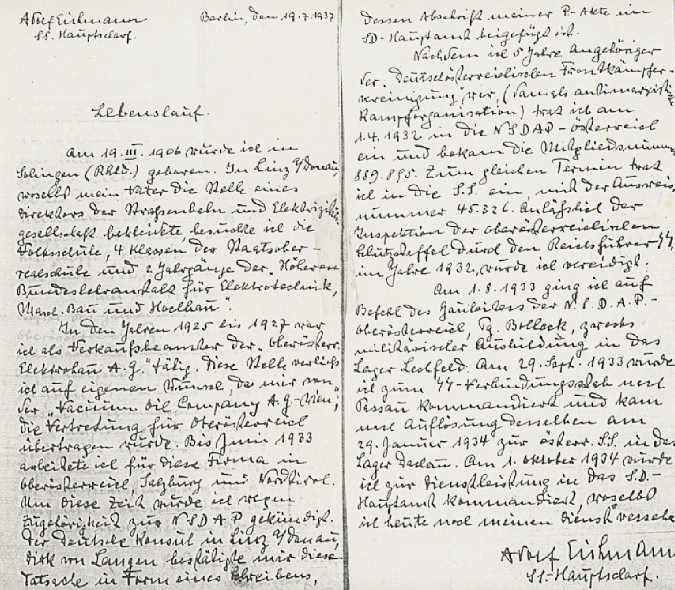
Adolf Eichmann's Lebenslauf, zijn aanvraag voor de bevordering van SS-Hauptscharführer naar SS-Untersturmführer in 1937

## Waffen-SS aanstellingen
De Waffen-SS werd beschouwd als de elite van de Duitse strijdkrachten. Het verwerven van het officierschap in de organisatie was een moeilijk en tijdrovend proces. Alle kandidaten voor een officiersaanstelling in de Waffen-SS werden geacht de SS-Junkerschule te volgen: een academie die ingesteld was voor de training van toekomstige Waffen-SS officieren. De beroemdste SS-Junkerschule was gevestigd in Bad Tölz in Beieren.
Om toegelaten te worden tot de SS-Junkerschule moest een aanstaand officier al gediend hebben in de Waffen-SS en moest hij door zijn superieur aanbevolen zijn voor toelating. De psychische, politieke en ook raciale achtergronden van de kandidaten werden onderzocht om de "zuiverheid" van het Germaanse en Arische karakter van de SS te bewaken.
Indien goedgekeurd voor toelating tot een SS-Junkerschule werd het SS-lid benoemd in de eerste serie van SS-officiersrangen? met de insignes van een hogere SS-onderofficier. De volgende stap was de bevordering tot officier van de Waffen-SS.
De gang door de SS-officierrangen vereiste van de kandidaten het slagen voor psychische testen en schriftelijke examens, het demonstreren van militair leiderschap en tactiek onder observatie. Bij het bereiken van de rang van Standartenoberjunker werd het de SS-officierskandidaat toegestaan een zilveren kinriem te dragen en de SS-officier werd toegewezen aan een eenheid voor de definitieve veldtraining en evaluatie.
Na voltooiing van alle trainingen werd de SS-officierskandidaat in een speciale ceremonie opgenomen in het SS-officierskorps (het zgn. SS-Führerkorps), waarbij hij de officiersinsignes en een SS-zwaard als geschenk ontving.
Het gehele proces van trainingen om een Waffen-SS officier te worden vereiste doorgaans tien tot zestien maanden.

## Veldaanstellingen
Toen de Tweede Wereldoorlog ten einde liep en de verliezen binnen de strijdkrachten begonnen op te lopen, begon de strengheid van toelating tot het SS-officierskorps minder strikt te worden. Tegen 1945 was het een gewoon verschijnsel voor lokale Waffen-SS-commandanten om een bevordering tot de rang van Untersturmführer toe te kennen wanneer de eenheid dit nodig had.
Een bevordering tot Untersturmführer vereiste binnen de Allgemeine-SS, in het bijzonder de RSHA, nog steeds een grondig onderzoek en er waren in april 1945 nog SS'ers in afwachting van goedkeuring van hun aanstelling.

Insignes van de rang Untersturmführer
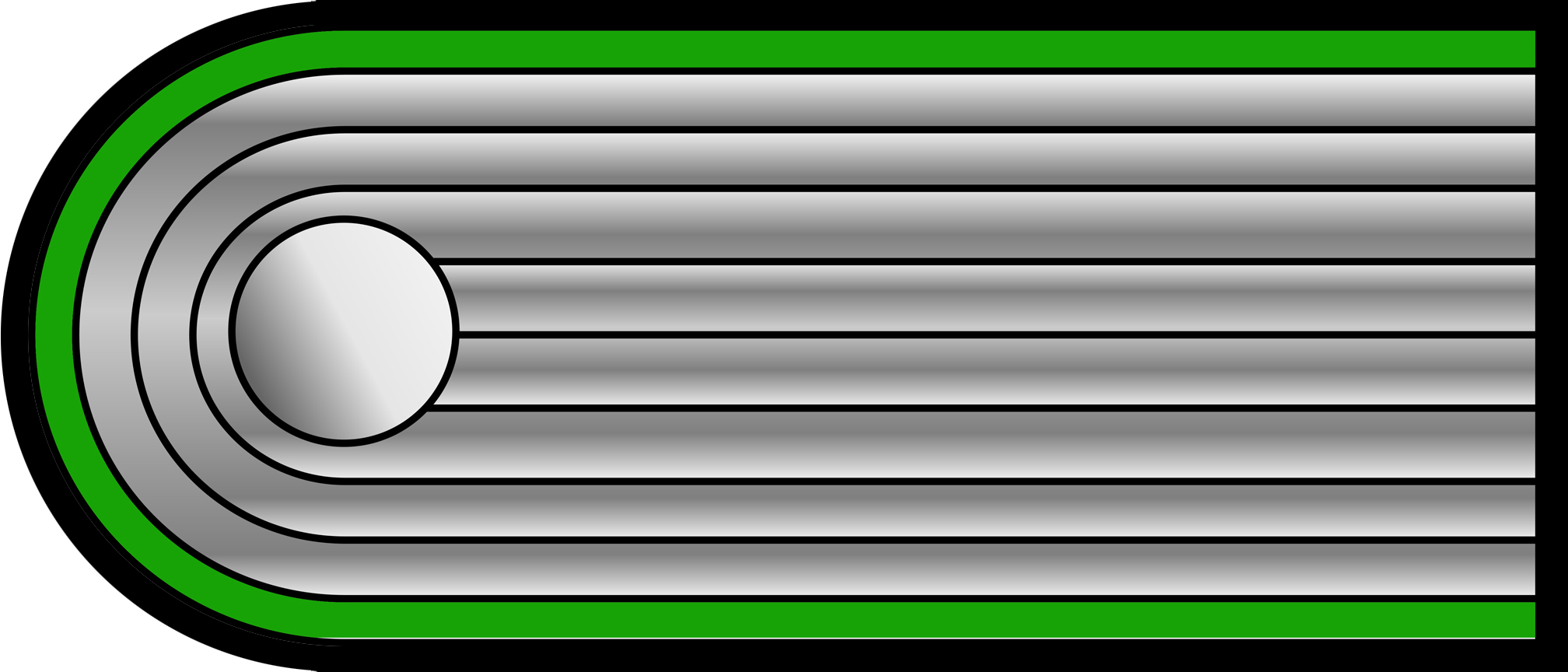
Epaulet
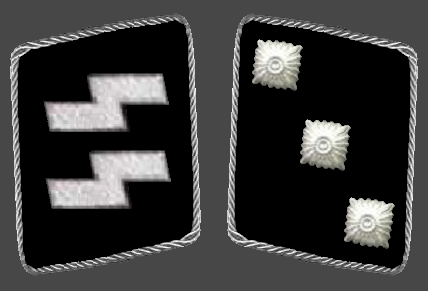
Kraagspiegels
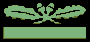
Mouw camouflageparka

## Nederlandse en Duitse SS-officieren met deze rang
- Gerard Mooyman, eerste Nederlander en eerste niet-Duitser die met het Ridderkruis van het IJzeren Kruis onderscheiden werd.
- Johan Havik, Nederlandse SS-vrijwilliger, die met het Ridderkruis onderscheiden werd.
- Karl Brommann, tankcommandant en vernietigde 66 tanks, 44 anti-tankkanonnen en 15 voertuigen.
- Hermann Maringgele, een van de 631 soldaten die onderscheiden werd met het Nahkampfspange in Goud en het Ridderkruis van het IJzeren Kruis.
- Pieter Schelte Heerema, civiel ingenieur, na de oorlog ondernemer in de offshorebusiness.
- Auke Pattist Nederlandse Oorlogmisdager bijnaam was de beul van Drenthe. Vocht ook aan oostfront.